# Лагутник (ерик)
Лагу́тник — небольшой ерик в дельте реки Дон.
Устье находится в 1,3 км от устья рукава Гирло Терновое (рукав Мёртвого Донца) по левому берегу. Длина ерика — 23 км.
На берегу реки расположен посёлок Топольки, хутор Лагутник и хутор Полушкин.

## Данные водного реестра
По данным государственного водного реестра России относится к Донскому бассейновому округу, водохозяйственный участок реки — Дон от впадения реки Северский Донец и до устья, без рек Сал и Маныч, речной подбассейн реки — бассейн притоков Дона ниже впадения Северского Донца. Речной бассейн реки — Дон (российская часть бассейна).
Код объекта в государственном водном реестре — 05010500912107000000078.